# Ющенко Костянтин Андрійович
Ющенко Костянтин Андрійович 8 грудня 1935 Кременчук — 8 березня 2023 Київ — матеріалознавець, український науковець у галузі зварювання металів в особливих умовах, академік НАН України (з 2003), заступник директора Інституту електрозварювання імені Є. О. Патона НАН України (1983 -2020).

## Життєпис
Народився 8 грудня 1935 року у місті Кременчук.[джерело?]
У 1958 році закінчив Київський політехнічний інститут.[джерело?]
З 1958 до 2023 року працював і навчався у Інституті електрозварювання імені Є. О. Патона НАН України[джерело?] :
Спочатку навчався в аспірантурі, захистив кандидатську дисертацію, працював інженером;
З 1965 до 1968 року працював молодшим науковим співробітником вiддiлу металургiї i технологiї зварювання високолегованих сталей і сплавiв. З 1968 до 1980 старший науковий співробітник, а з 1980 до 1983 завідувач означеного відділу;
З 1983 до 2020 року працював заступником директора з наукової роботи Інституту;
З 1920 до 2023 року був завідувачем відділу металургiї i технологiї зварювання високолегованих сталей і сплавiв;
Помер 8 березня 2023 року у Києві.

## Наукові напрямки
Розробляв нові металеві матеріали, пропонуючи оптимальні процеси їх одержання та оброблення поверхонь з застосуванням новітніх технологій зварювання. Його особливий внесок визначився у створенні найкращих зварюваних сталей і сплавів, які можуть використовуватися в агресивних середовищах дії сильних магнітних полів, радіаційного випромінювання, за умов високих та наднизьких температур. Він заклав основу для розвитку нового наукового напряму - зварювальне кріогенне матеріалознавство.
Активно досліджував матеріали для зварювання високолегованих сталей, розробивши нові положення та ідеї щодо процесів, які зумовлюють утворення тріщин у металевих швах. Ним було експериментально здійснено цикл робіт зі зварювання кераміки та кераміки з металом, а також  зі створення нових матеріалів і процесів для оброблення поверхонь та нанесення на них необхідних покриттів. Він започаткував перспективний напрям із розроблення високотехнологічних безнікелевих корозієстійких високохромистих феритних сталей, а також зварювання високолегованих сталей із понадрівноважним вмістом азоту, що дало можливість вперше у світі розробити матеріали і процеси, які дали змогу зварювати метал з понадрівноважним вмістом азоту до 1 %. В останні роки він очолив важливі розробки зі створення технологій і обладнання для зварювання й ремонту авіаційних двигунів спеціального призначення.

## Нагороди
- Орден князя Ярослава Мудрого IV ст. (22 серпня 2016) — за значний особистий внесок у державне будівництво, соціально-економічний, науково-технічний, культурно-освітній розвиток України, вагомі трудові здобутки та високий професіоналізм[2]
- Орден князя Ярослава Мудрого V ст. (29 вересня 2009) — За вагомий особистий внесок у розвиток вітчизняної науки, техніки і технологій у галузі зварювання матеріалів і конструкцій, багаторічну плідну наукову діяльність та з нагоди 75-річчя Інституту електрозварювання імені Є.О.Патона[3]
- У 2001 р. йому присуджено звання «Заслужений діяч науки і техніки України
- в 1983 р. — вченого нагороджено Премією ім Є. Патона за цикл робіт по обґрунтуванню ефективного застосування нових конструкційних матеріалів і по розробці технології зварювання конструкцій кріогенної техніки.
- в 2017 р. — вченого відзначено Державною премією України в галузі науки і техніки